# Euphorbia ovata
Euphorbia ovata är en törelväxtart som först beskrevs av Ernst Meyer, Johann Friedrich Klotzsch och Christian August Friedrich Garcke, och fick sitt nu gällande namn av Pierre Edmond Boissier. Euphorbia ovata ingår i släktet törlar, och familjen törelväxter. Inga underarter finns listade i Catalogue of Life.